# Sgurr na Coinnich
Sgurr na Coinnich är en bergstopp i Storbritannien.   Den ligger i kommunen Highland och riksdelen Skottland, i den nordvästra delen av landet, 700 km nordväst om huvudstaden London. Toppen på Sgurr na Coinnich är 739 meter över havet. Sgurr na Coinnich ligger på ön Isle of Skye.
Terrängen runt Sgurr na Coinnich är huvudsakligen kuperad, men åt nordväst är den platt. Trakten runt Sgurr na Coinnich är nära nog obefolkad, med mindre än två invånare per kvadratkilometer. Närmaste större samhälle är Glenelg, 6,0 km sydost om Sgurr na Coinnich. I omgivningarna runt Sgurr na Coinnich växer i huvudsak blandskog.